# Dojinoviće
Dojinoviće (Servisch cyrillisch Дојиновиће) is een plaats in de Servische gemeente Novi Pazar. De plaats telt 120 inwoners (2002).